# 戈洛·曼

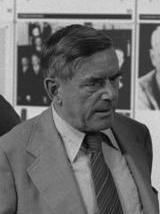
戈洛·曼

戈洛·曼（Golo Mann，1909年3月27日—1994年4月7日），又译葛楼·曼，全名为安格路斯·哥特佛莱德·托马斯·曼（Angelus Gottfried Thomas Mann），生于慕尼黑，逝于勒沃库森。是德国历史学家、作家和哲学家。
戈洛·曼是著名德國作家托马斯·曼与卡提亚的第三个孩子。从日记中看来，戈洛·曼并不得父母宠爱。他上有姐姐埃里卡·曼和哥哥克劳斯·曼，下有妹妹莫尼卡、伊莉莎白和弟弟米歇尔。戈洛·曼是同性恋者。
1927年至1932年间，戈洛·曼在慕尼黑、柏林和海德堡修读哲学和历史，在卡尔·雅斯贝斯指导下取得博士学位。1933年，他移居瑞士，后到法国，先后在圣克鲁、雷恩任德国历史讲师，1937年到1940年间在苏黎世从事编辑工作。
1940年，他与叔父亨利希·曼一起逃难到西班牙，再转避美国。他在美国若干大学任教，1942年获历史学教授职位，1958年离任。同年，他著成《19世纪到20世纪的德国历史》（Deutsche Geschichte des 19. und 20. Jahrhunderts），这部著作至今仍是同题研究中的标志性作品。
1958年，戈洛·曼回到欧洲，在斯图加特大学讲授政治史。在大学里授课、当个规规矩矩的教授的心愿，却毁于马克斯·霍克海默和狄奥多·阿多诺之手，他们给威斯巴登的文化部写信，向公众揭露戈洛·曼的同性恋者身份。
1961年，戈洛·曼开始写作十卷本世界史，1964年完笔。1965年，他获颁曼海姆的席勒奖，1968年获格奥尔格·毕希纳奖奖。1971年，戈洛·曼写就他最著名的作品《华伦斯坦传》，这部史传巨作文笔如诗，也极具文学价值。1985年获歌德奖。

## 作品
- 1947 "Friedrich von Gentz."
- 1958 "Deutsche Geschichte des 19. und 20. Jahrhunderts."
- 1964 "Wilhelm II"
- 1970 "Von Weimar nach Bonn. Fünfzig Jahre deutsche Republik."
- 1971 "Wallenstein. Sein Leben erzählt von Golo Mann"
- 1986 "Erinnerungen und Gedanken. Eine Jugend in Deutschland."
- 1989 "Wir alle sind, was wir gelesen".
- 1992 "Wissen und Trauer"

## 褒奖
- 1965 曼海姆席勒奖（英语：Schiller Prize of the City of Mannheim）
- 1968 格奥尔格·毕希纳奖
- 1972 联邦贡献大十字奖章、德国共济会文学奖
- 1973 法国南特大学名誉博士
- 1977 席勒纪念奖
- 1985 歌德奖　美茵河畔的法兰克福
- 1987 博登湖文学奖、英格兰巴斯大学名誉博士

## 文献
- Bücher Wiki: Golo Mann（德文） （页面存档备份，存于）